# Königlich Bayerisches 10. Jägerbataillon
Das 10. Jäger-Bataillon war ein Verband der Bayerischen Armee. Der letzte Friedensstandort des Bataillons war Aschaffenburg.

## Geschichte
Das Bataillon wurde am 1. Juli 1868 aus Einheiten und Teileinheiten des 4., 5., 8. und 15. Infanterie-Regiments aufgestellt.
Während des Deutsch-Französischen Krieges nahmen die Jäger an den Schlachten bei Weißenburg, Wörth und Sedan sowie dem Gefecht von Châtillon teil. Am 1. März 1871 zog es in Paris ein.
Das Bataillon wurde zum 1. Oktober 1878 dem 17. Infanterie-Regiment „Orff“ zugeordnet.

## Kommandeure
| Dienstgrad     | Name                      | Datum                                |
| -------------- | ------------------------- | ------------------------------------ |
| Oberstleutnant | Baptist von Heeg          | 10. Mai 1868 bis 1. Februar 1870     |
| Oberstleutnant | Maximilian von Heckel     | 01. Februar bis 9. November 1870     |
| Major          | Emil Freiherr von Wulffen | 12. Dezember 1870 bis 1872           |
| Major          | Friedrich von Lüneschloß  | 1872 bis 4. Dezember 1874            |
| Major          | Ludwig Ziegler            | 4. Dezember 1874 bis 1. Oktober 1878 |